# 福田区
福田区是中华人民共和国广东省深圳市下辖的一个市辖区。位于深圳經濟特區中部，是深圳市的最初四区之一，福田区是深圳市委、深圳市人民政府所在地，是深圳市重点开发和建设的中心城区，将建设成为深圳市的行政、文化、信息、国际展览和商务中心，區人民政府駐福民路123號。

## 地理
福田区东部从红岭路起与罗湖区相连，西部至华侨城与南山区相接，北到鸡公山与龙华区相连，南临深圳河、深圳湾与香港新界的米埔、元朗相望。
辖区面积78.04平方公里，下辖10个街道办事处。

## 历史
“福田”一名的由来，有两种说法，一种说法是源于宋代所题“湖山拥福，田地生辉”一词；另一种说法是源于南宋光宗皇帝赵淳绍熙三年（1192年），史书记载，上沙村始祖黄金堂的四子黄西为到松子岭南麓建村，开荒造田，块块成格，故名为“幅田”，后人谐音为福田，意为“得福于田”。福田区历史悠久，福田地域历来为宝安（新安）县地。明朝时属新安县城归城乡去都，清时属新安县官富司辖地。民国时期到解放初期，福田地域属宝安县第二区沙头乡。人民公社化后，今福田和罗湖地域大部分归属宝安县附城公社。
1978年3月，从附城公社中拆分出了沙头公社；4月，沙头公社更名福田公社，下辖福田、上步、岗厦、皇岗、石厦、上沙、下沙、上梅林和下梅林等。
1983年，上步区办事处成立，管辖范围东至红岭路、西至车公庙工业区、南至深圳河、北至笔架山二线关。1985年改称为上步管理区。
1990年1月，中华人民共和国民政部批准设立福田区，10月召开第一届福田区人民代表大会第一次会议，同年11月上步管理区正式改为福田区人民政府。
上步区名称来源可能是当时管辖范围主要为原居民上埗村范围（北至笔架山，南至深圳河，西至华富路，东至红岭南路）。而上步区改名为福田区，坊间传闻是因为上步区谐音“上不去”与当时特区建设政治气氛不相称，因此改为意头好的名字。

### 农村城市化
梅富、布尾、上沙、下沙、沙尾、沙咀、巴登、沙埔头、新洲等13个社区在1990-2010年代仍有鲜明的农村城市化印记，表现为社区内原住民从社区所在股份公司获得年度分红收益，以及区域内密集而且高矮不一的农民楼，在大众文化中称谓以上社区为城中村。虽然政府主导或地产参与了这些区域的旧城改造，将原住民建筑逐步更换为写字楼、商业中心、厂房，但以上农村城市化现象不会很快变更为现代化城镇。

## 著名人物
- 黃默堂（1183年-1248年）：生於南宋淳熙十年，終於南宋淳祐八年，乃沙頭街道東涌村的開基始祖，墓葬在福田區蓮花山
- 黃石（生卒年暂不详）：黃点堂之孙，深圳第一名进士
- 黃耀庭（1872年-1916年）：相貌堂堂，曾助孙中山从事革命

## 行政区划
下辖10个街道办事处，分別为：园岭街道、南园街道、福田街道、沙头街道、梅林街道、华富街道、香蜜湖街道、莲花街道、华强北街道、福保街道。其中，华强北街道和福保街道为2009年新置的街道办事处。

## 人口
根據第七次全国人口普查數據，截至2020年11月1日零時，福田區常住人口為1553225人。

## 功能组团

### 住宅区
福田区黄木岗安置区和莲花山安置区是深圳历史上出现过的公务员、企事业单位过渡性住房解决方案，后因城市规划、住房改革等因素而消失。后由福田区其他地点的莲花北村、益田村、彩田村、侨香村等纯住宅社区替代，这些是深圳市区政府公务员或事业单位成员的福利性住房。福田区的大型屋苑有福民新村、天澤花園、皇御苑、帝濤豪園等。

### 商业区
福田区的商业区主要有华强北、会展中心、車公廟等；而深圳第一高樓平安國際金融中心，以及深業上城等超高層摩天大廈也均建於此。

### 旅游区
坐落在福田区的商业旅游区有香蜜湖水上世界（已結業）和赛格观光（赛格广场）等，市政旅游景点有红树林自然保护区、深圳市中心公园、莲花山公园、荔枝公园、笔架山公园、梅林公园、深圳园博园等。

## 教育
福田区有48所区属公立小学，20所公立中学，1所公立职业学校，分布在区内8个街道范围。

### 小学
福田区小学共57所，招生1-6年级的适龄对象。由于小学属于义务教育第一阶段，招生按照招生对象的户籍或居住地段就近原则进行。
- 荔园南校区
- 园岭小学
- 福田小学
- 新洲小学
- 园岭实验
- 园岭外语
- 上步小学
- 南园小学
- 南华小学
- 福南小学
- 岗厦小学
- 皇岗小学
- 水围小学
- 众孚小学
- 新沙小学
- 下沙小学
- 狮岭小学
- 梅林小学
- 竹园小学
- 竹林小学
- 百花小学
- 华富小学
- 莲花小学
- 景鹏小学
- 福华小学
- 福民小学
- 华新小学
- 美莲小学
- 新莲小学
- 景龙小学
- 景莲小学
- 益田小学
- 梅丽小学
- 梅园小学
- 梅山小学
- 景秀小学
- 上沙小学
- 绿洲小学
- 荔园北校区
- 石厦小学部
- 福强小学
- 全海小学
- 彩田小学部
- 黄埔小学部
- 梅华小学
- 景田小学
- 荔外西校区
- 天健小学
- 荔轩小学
- 福外小学部
- 益强小学
- 荔外东校区
- 碧海小学
- 翰林小学部
- 福新小学
- 明德实验小学部
- 实验小学部

### 中学
福田区的高级中学:
- 福田中学
- 深圳高级中学
- 深圳实验学校
- 福田外国语高级中学 (原益田中學)

福田区的完全中学:
- 深圳外国语学校
- 红岭中学
- 新沙中学
- 皇岗中学

福田区九年一贯制学校:
- 石厦学校
- 北大附中深圳學校 (原梅林中學)

### 幼儿园
福田区机关第一幼儿园

### 民办学校
截至2014年7月，福田区共有社会办小学、中学16所，包括：
- 深圳市福景外国语学校，招收7年级至12年级
- 深圳市沪教院福田实验学校，招收10年级至12年级
- 深圳市皇御苑学校，招收1年级至12年级
- 深圳市耀华实验学校，招收1年级至12年级
- 深圳市云顶学校招收1年级至12年级
- 深圳外国语学校东海附属小学
- 深圳市福田区城市绿洲学校，招收1年级至9年级
- 深圳市福田区益田花园学校，招收1年级至9年级
- 福田区南开学校，招收1年级至9年级
- 深圳市福田区上陆学校，招收1年级至9年级
- 深圳市福田区中南学校，招收1年级至9年级
- 深圳市福田区欣欣学校，招收1年级至9年级
- 深圳市福田区方方乐趣中英文学校，招收1年级至9年级
- 深圳市福田区丽中小学
- 深圳市福田区保税区外国语小学
- 深圳艺校福田泰然小学

## 公共以及文化设施

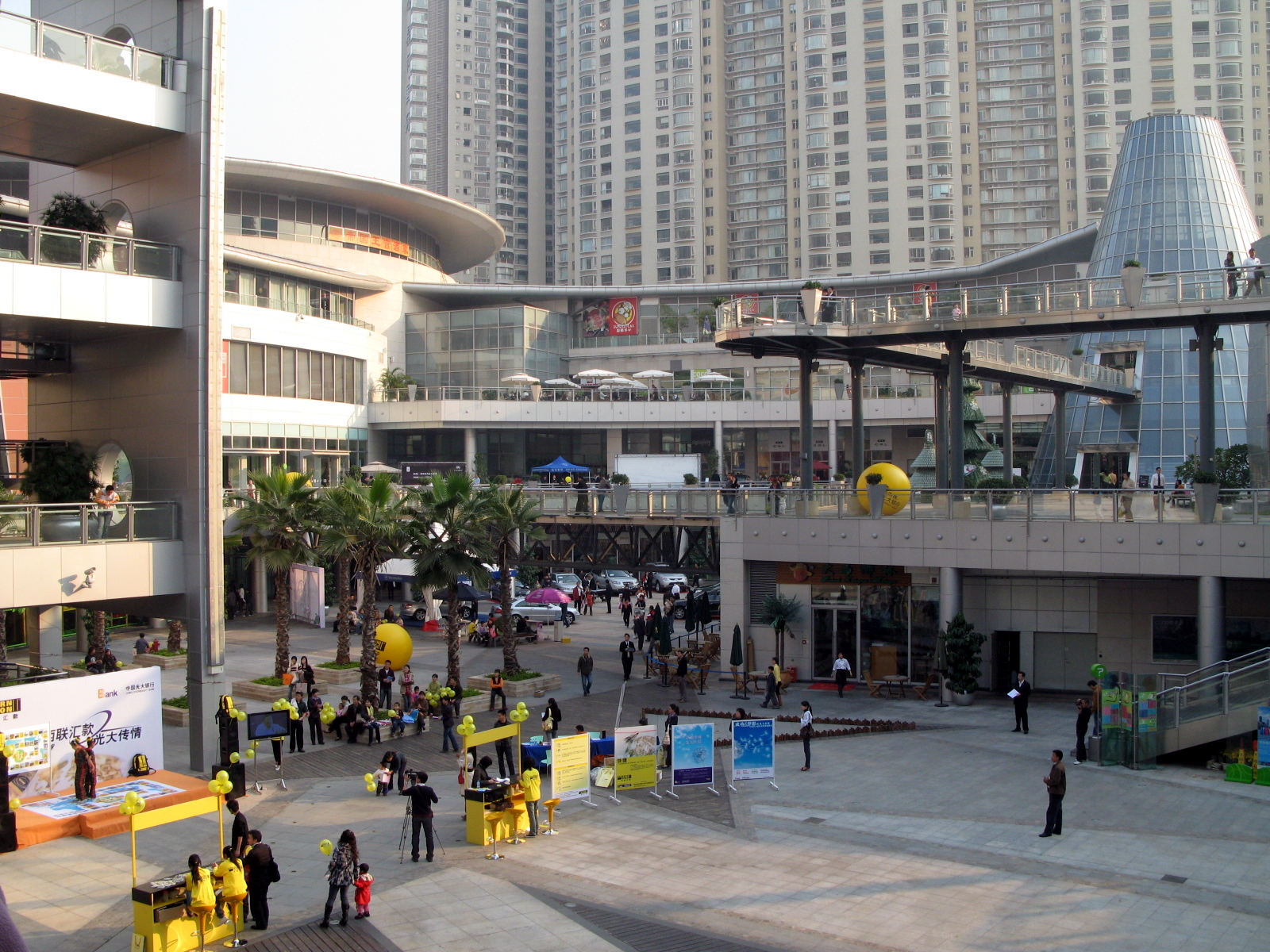
COCO Park

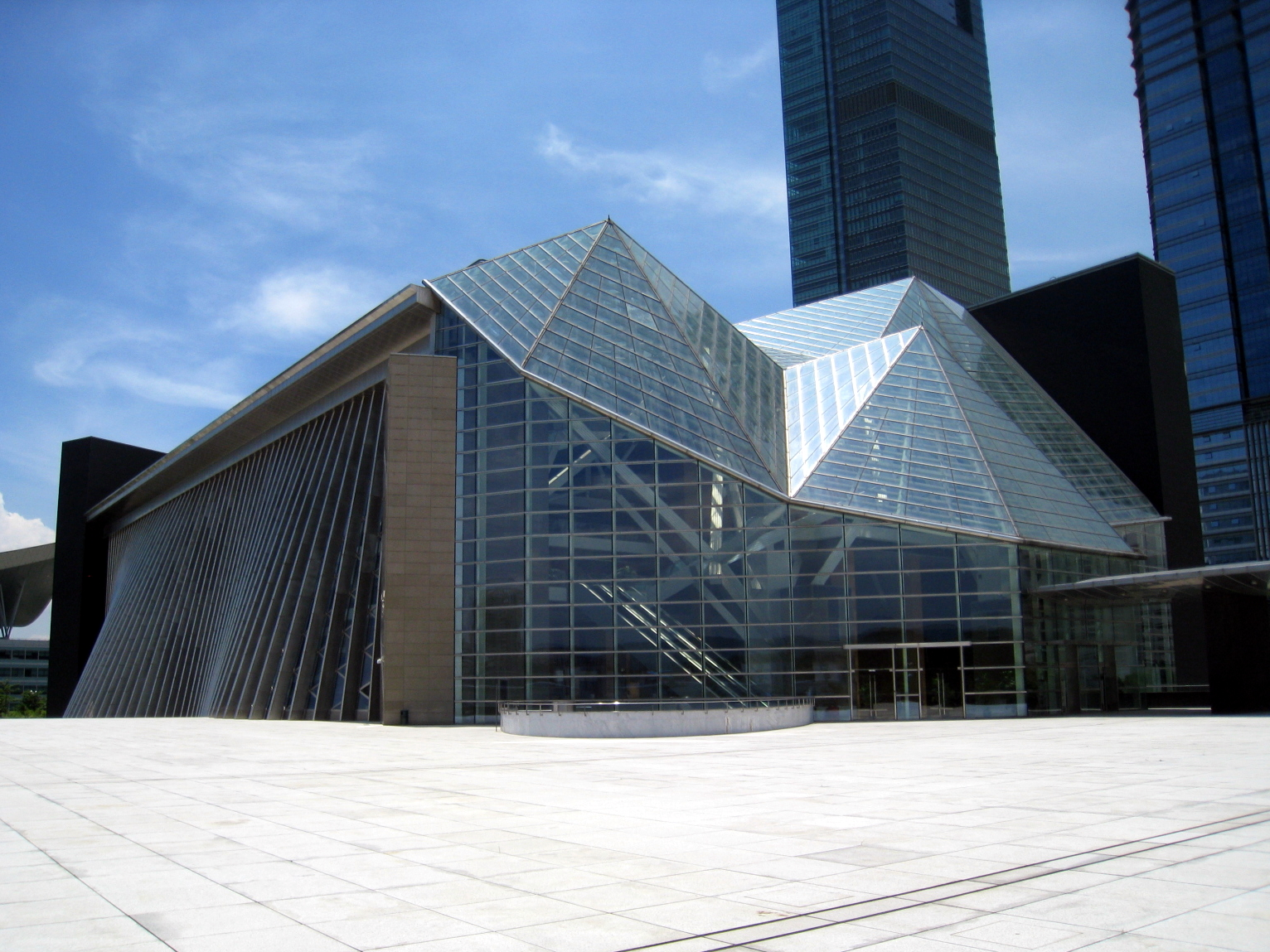
深圳图书馆

### 电影院、戏院
福田区的影院有金盾影院、COCO Park深圳百老汇影城、深圳金逸影城（中心城店）、深圳中影金典影城、深圳保利國際影城大中華店、深圳博納時代國際影城（皇庭店）、深圳新南國影城（中信店）、深圳東海太平洋電影城、嘉之華中心影城等。

### 图书馆
福田区的图书馆有深圳图书馆、福田区图书馆等，深圳市图书馆原处园岭街道园岭社区内，后于2007年7月份搬迁至中心区

### 音樂廳
位于深圳圖書館對面的深圳音樂廳，是由著名建筑师矶崎新負責設計。

### 書城
深圳書城中心城位於深圳地铁3号线和4号线少年宮站西側，是深圳最大的書店。另外，科學館站曾設有深圳購書中心，惟已於2013年11月結業。

### 公园
福田区的公园有中心公园、荔枝公园、莲花山公园、笔架山公园、梅林公园、皇岗公园、红树林公园、园博园等。其中位於本區的深圳市中心公园位于中心区东面。莲花山公园位于中心区北面，由主峰、小灯旗岭等数个小山峰组成。主峰上有邓小平全身铜像，可俯瞰中心区全貌。公园东南角为关山月美术馆。梅林公园位于梅林水库东南向，地处梅林街道龙尾社区。红树林公园位于福田区与南山区交界、深圳南线，与香港相对。

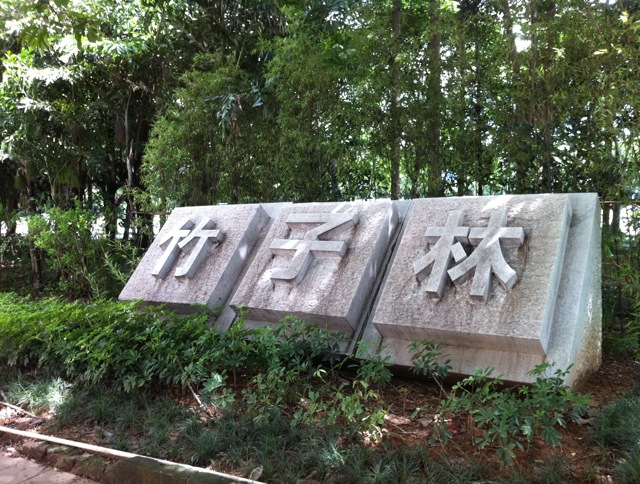
深圳竹子林

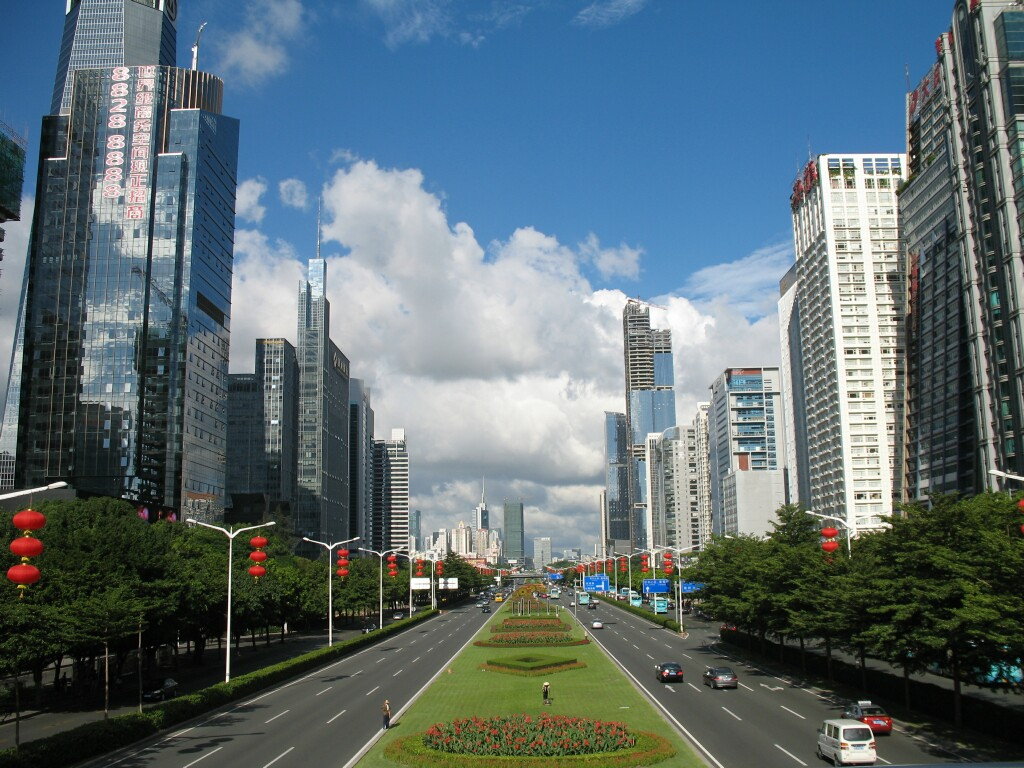
深南大道田面-岗厦区间

### 博物館
- 深圳科學館
- 深圳博物館
- 深圳少年宮
- 深圳市工業展覽館
- 關山月美術館
- 深圳市當代藝術館及城市規劃展覽館

### 医疗和卫生保健

#### 现状
区属公立医院有中山大学附属第八医院、广州中医药大学深圳医院、福田区第二人民医院、福田区妇幼保健院、深圳市中医肛肠医院（福田）等。民营医院有景田医院、深圳和平医院、深圳友谊医院、福华中西医结合医院、深圳希玛林顺潮眼科医院等。疾病控制机构有福田区疾病预防控制中心、福田区慢性病防治院。
区内市级医疗机构和卫生专业机构有北京大学深圳医院、香港大学深圳医院、深圳市第二人民医院、深圳市妇幼保健院、深圳市儿童医院、深圳市中医院、深圳市眼科医院、深圳市疾病预防控制中心。
2021年末，福田区共有各类医疗卫生机构1090家，其中，医院25家，门诊部等956家、社康中心100家；可供应病床数13185张，病床使用率80.3%。

#### 规划
2014年4月，卫生部门有意将深圳市急救中心、深圳市血液中心、深圳市医学信息中心迁往福田区安托山地块。同期媒体报道，该地块将新增福田区妇儿专科医院。

### 交通
福田区的主要干道有广深高速公路、梅观高速公路、深南大道、滨河大道、滨海大道、皇岗路、北环大道、香蜜湖路、福龍路。

#### 铁路
福田区是目前深圳拥有最多地铁车站的市辖区，亦是最多地鐵路綫途經的市轄區。途經福田区的有深圳地铁█1号线、█2号线、█3号线、█4号线、█6号线、█7号线、█9号线、█10号线、█11号线和█14号线。
█1号线的车站有科學館站、華強路站、岗厦站、会展中心站、购物公园站、香蜜湖站、車公廟站、竹子林站、僑城東站
█2号线的车站有深康站、安托山站、侨香站、香蜜站、香梅北站、景田站、莲花西站、福田站、市民中心站、岗厦北站、华强北站、燕南站
█3号线的车站有福保站、益田站、石厦站、購物公園站、福田站、少年宫站、莲花村站、华新站、通新岭站、红岭站
█4号线的车站有福田口岸站、福民站、会展中心站、市民中心站、少年宫站、莲花北站、上梅林站
█6号线的车站有科学馆站、通新岭站、体育中心站、八卦岭站
█7号线的车站有安托山站、農林站、車公廟站、上沙站、沙尾站、石廈站、皇崗村站、福民站、皇崗口岸站、赤尾站、華強南站、華強北站、華新站、黃木崗站、八卦嶺站
█9号线的车站有下沙站、車公廟站、香梅站、景田站、梅景站、下梅林站、梅村站、上梅林站、孖嶺站、銀湖站、泥崗站、紅嶺北站、園嶺站、紅嶺站
█10号线的车站有福田口岸站、福民站、崗廈站、崗廈北站、莲花村站、冬瓜岭站、孖岭站
█11号线的车站有華強南站、福星站、崗廈北站、福田站、車公廟站
█14号线的车站有崗廈北站、黃木崗站
另外，京港客運專線及廣深港高速鐵路也在福田區設有福田站， 香港西九龍站「內地口岸區」，隸福田區